# Среднечешская школа-интернат короля Йиржи из Подебрад
Среднечешская школа-интернат короля Йиржи из Подебрад (чеш. Středočeská kolej Jiřího z Poděbrad, ранее чеш. Kolej Jiřího z Poděbrad) — существовавшее в 1946—1953 годах среднее учебное заведение интернатного типа в г. Подебрады, Чехия. Проживание и обучение располагалось в подебрадском замке, обучение здесь проходил целый ряд позднее известных чешских и региональных деятелей: Вацлав Гавел, Милош Форман, Иван Пассер, Марио Клеменс, братья Машин и др.

## История
Идея создания школы-интернала появилась в 1943—1944 гг. в Малой крепости концентрационного лагеря Терезин, где в камере № 13 были заключены подебрадские врачи Ладислав Филип (чеш. Ladislav Filip), Войтех Саилер (чеш. Vojtěch Sailer) директор гумпольской гимназии Франтишек Ягода (чеш. František Jahoda. У всех троих были дети школьного возраста и поэтому они думали о том, как после окончания войны дать им по-настоящему качественное образование. Пришли к мнению, что школа должна иметь форму интерната, дабы обеспечивала не только обучение, но и воспитание, развивала характер, спортивный дух и навыки ручного труда.
Подходящая ситуация появилась сразу после войны, так как Ладислав Филип стал председателем подебрадского Революционного национального комитета (чеш. Revoluční národní výbor), а затем Местного национального комитета (чеш. Místní národní výbor), и решил начать создание школы. Интернат Йиржи из Подебрад был официально создан постановлением правительства от 26 июля 1946 г. и приказом Министерства образования и просвещения о 29 августа 1946 г. Торжественное открытие произошло во время городских торжеств чеш. Jiříkovy dny 28-29 сентября 1946 г. при участии министра образования Ярослава Странского (чеш. Jaroslav Stránský), который вручил школе знамя Местного национального комитета. В то время как Подебрады финансировано материальные расходы на работу школы и обязалось в будущем построить новое здание школы, правительство покрывало расходы на персонал.
Первым директором был назначен Франтишек Ягода и в его подчинении было 24 педагога, из которых 4 жили со студентами в замке как воспитатели. В первый учебный год 1946/47 было принято 218 детей (158 мальчиков и 60 девочек), из них 64 жило в интернате. В школу принимали в первую очередь сирот участников Движения Сопротивления — например, Милош Форман, братья Машин, дети из репрессированных семей и направленные трудовыми советами крупных предприятий. Остальные принимались на основе вступительных экзаменов. Город свою поддержку интернату оказывал при условии обучения в нем также местных мальчиков и девочек.
Школа, расположенная в подебрадском замке, имела качественную материальную базу. У нее была библиотека с читальным залом, часовня, типография, мастерские, собственное подворье с малыми хозяйственными животнами. Наряду с непосредственно обучением дети обучались ручному труду — как в мастерских или на подворье, так и обеспечения здания дровами, поддержания огня в печах. Учащиеся имели обширную спортивную и культурную программу: каждый день проходила разминка, доктор Филип предоставил для лыжной подготовки свой горный домик в поселке Горни-Мала-Упа (чеш. Horní Malá Úpa) в горах Крконоше. Кроме того, занимались скаутингом, действовал ряд кружков, в том числе театр, хор и оркестр, действовали органы местного самоуправления. Интернат был обеспечен медицинским уходом и и подобранным меню, составленным доктором Филипом.
В первые 2 года своей работы школе удавалось поддерживать высокий уровень образования. Переломным стал февраль 1948 года и коммунистический переворот. В интернат все чаще принимали на работу коммунистов и комсомольцев, их дети все чаще становились учащимися. В то же время из школы пришлось уйти ряду педагогов и началось исключение учащихся по политическим причинам (их семьи эмигрировали вместе с остальными). Сам директор Франтишек Ягода был уволен в 1951 году и отправлен на шахты в Кладно как шахтер, на его место был назначен коммунист Вайлав Тучек (чеш. Václav Tuček). С течением времени школа трансформировалась в обычную реальную гимназию. К окончательному закрытию школы привела школьная реформа Зденека Нейедлего (чеш. Zdeňek Nejedlý), в результате чего создавалась система т. н. единых школ.
После закрытия интерната в 1953 г. в подебрадском замке расположилась часть электротехнического факультета Чешского технического университета.